# Casa del Rey Moro (Sevilla)

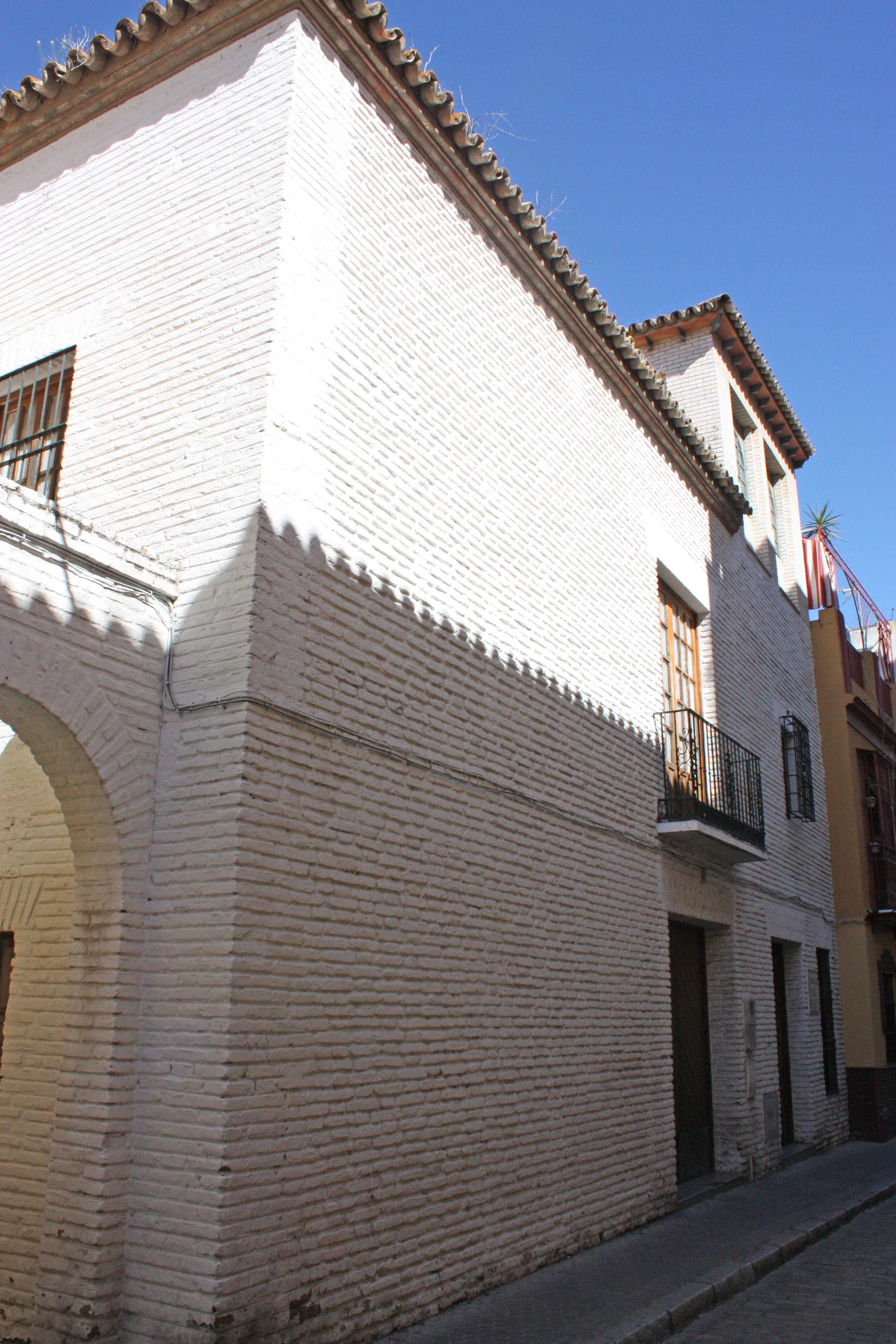
Fachada del edificio.

La casa del Rey Moro de Sevilla es una de las escasas construcciones domésticas de fines del siglo XV y principios del XVI que ha llegado hasta nuestros días en dicha ciudad. Pertenece a un momento en que coinciden el gótico final y los inicios del renacimiento, con una fuerte tradición islámica, lo que le aporta una gran riqueza formal.
Perteneciente a la tipología de vivienda particular de estilo mudéjar con huerta y jardín domésticos, su situación en las afueras de la ciudad y su cercanía a las murallas le hacen participar, en cierta manera, de rasgos de arquitectura rural.

## Descripción
La Casa cuenta actualmente con dos fachadas: La principal que da a la calle Sol y otra, en su lateral izquierdo, que permitía el acceso, en época histórica, a la huerta de la vivienda y que actualmente es una pequeña calle sin salida.
Tiene planta rectangular y una distribución espacial en torno a un patio central porticado en tres de sus lados. Las zonas anterior y posterior del inmueble están constituidas por dos crujías, mientras las laterales presentan sólo una y de menor anchura.
La fachada, de ladrillo visto encalado y sin decoración, tiene dos puertas: Una moderna que da acceso a un ala dedicada a sala de exposiciones y la original del edificio. En la planta primera destacan un balcón, un pequeño vano y una cornisa de escaso vuelo que se desarrolla por toda la fachada y sostiene las tejas de las cubiertas hasta llegar al mirador, de factura reciente.
Las distintas remodelaciones que ha sufrido la casa hacen que sea el patio que ha permanecido sin reformas, el espacio de mayor interés. Presenta arcadas completas en la planta baja y alta en los flancos norte y sur, y sólo la alta en su lado este. Donde éstas faltan existe un muro en el que se abren vanos comunes. Las arcadas se sostienen por pilares de ladrillo de color rojizo de diferentes secciones, siendo en la planta baja, octogonales y con basas simples. Los arcos peraltados enmarcados en alfices apoyan en capiteles con forma de paralelepípedo recortados en la parte inferior de los ángulos. En las galerías altas existe una gran tipología de soportes, los arcos son rebajados e igualmente enmarcados en alfices. El resto de los componentes del patio pertenecen a la última restauración. En las demás estancias la adaptación a nuevos usos ha homogeneizado su aspecto. 
Elemento a destacar en el inmueble es la techumbre del salón principal, un artesonado de tirantes, de estilo mudéjar, bastante restaurado, de traza sencilla, en el que únicamente aparece decoración de lacería en los tres tirantes.

## Declaración de Bien de Interés Cultural (BIC)
El bien denominado casa del Rey Moro es un inmueble de un interés excepcional al tratarse de una de las escasas construcciones domésticas de fines del siglo XV y principios del XVI que ha llegado hasta nuestros días, en la ciudad de Sevilla. Su singularidad radica en que pertenece a un momento en que conviven el gótico final y los inicios del renacimiento con una fuerte tradición islámica, lo que le aporta una gran riqueza formal.
Perteneciente a la tipología de vivienda particular de estilo mudéjar con huerta y jardín domésticos, su situación en las afueras de la ciudad y su cercanía a las murallas le hacen participar, en cierta manera, de rasgos de arquitectura rural.
Por Resolución de 18 de febrero de 1983, de la Dirección General de Bellas Artes y Archivos, publicada en Boletín Oficial del Estado el 15 de abril de 1983, se incoa expediente de declaración de Monumento Histórico-Artístico, a favor del bien inmueble denominado Casa del Rey Moro sito en Sevilla, según el artículo 14 de la Ley de 13 de mayo de 1933 sobre Defensa, Conservación y Acrecentamiento del Patrimonio Artístico Nacional, siguiendo con la tramitación establecida en dicha Ley, el Decreto de 16 de abril de 1936 por el que se aprueba el Reglamento para la aplicación de la Ley del Tesoro Artístico Nacional y en el Decreto de 22 de julio de 1958, por el que se crea la categoría de Monumentos provinciales y locales, de acuerdo con lo preceptuado en la Disposición Transitoria Sexta Primera de la Ley 16/1985, de 25 de junio, del Patrimonio Histórico Español.
En la tramitación del expediente y de conformidad con lo establecido en el artículo 9.2 de la Ley 16/1985, de 25 de junio, del Patrimonio Histórico Español, han emitido informe favorable a la declaración, la Real Academia de Bellas Artes de San Fernando y la Comisión Provincial de Patrimonio Histórico de Sevilla.
De acuerdo con la legislación vigente, se cumplieron los trámites preceptivos, abriéndose un período de información pública (cuyo anuncio se publicó en el Boletín Oficial de la Junta de Andalucía, número 44, de 13 de abril de 2000), y concediéndose trámite de audiencia al Ayuntamiento y particulares interesados (publicado en el Boletín Oficial de la Junta de Andalucía, número 63, de 1 de junio de 2000), expuesto en el tablón de edictos del Ayuntamiento y notificado personalmente a los interesados.
Así mismo, conforme al Decreto de 22 de julio de 1958, por el que se crea la categoría de Monumentos provinciales y locales y los artículos 81 y 93 de la Ley de Procedimiento Administrativo de 17 de julio de 1958, artículos 11.2, 18 y disposición transitoria sexta primera de la Ley 16/1985, de 25 de junio, del Patrimonio Histórico Español, se realizó la delimitación del entorno, atendiendo a las relaciones que el inmueble mantiene con el lugar en que se ubica.
Terminada la instrucción del expediente, según lo previsto en el artículo 14.2 de la Ley 16/1985, de 25 de junio, del Patrimonio Histórico Español, procede la declaración de Bien de Interés Cultural de dicho inmueble, con la categoría de Monumento, así como, y de conformidad con lo previsto en la disposición adicional primera del citado texto legal, en relación con el artículo 8 del Reglamento de Protección y Fomento del Patrimonio Histórico de Andalucía, aprobado mediante Decreto 19/1995, de 7 de febrero, la inclusión del mismo en el Catálogo General del Patrimonio Histórico Andaluz.
En virtud de lo expuesto y de acuerdo con lo establecido en los artículos 6 y 9.1 y 9.2 de la Ley de Patrimonio Histórico Español, el artículo 11.2 del Real Decreto 111/1986, de 10 de enero, por el que se desarrolla parcialmente la Ley 16/1985, de Patrimonio Histórico Español en relación con el artículo 1.1 del Reglamento de Organización Administrativa del Patrimonio Histórico Andaluz, a propuesta de la Consejera de Cultura y previa deliberación del Consejo de Gobierno en su reunión del 22 de mayo de 2001.

### Acuerdo
Primero. 
Declarar Bien de Interés Cultural, el inmueble denominado Casa del Rey Moro, sito en Sevilla, con la categoría de Monumento, cuya descripción figura en el anexo al presente Decreto.
Segundo. 
Definir un entorno o espacio en el cual las alteraciones pudieran afectar a los valores propios del bien, a su contemplación, apreciación o estudio, conforme se publica en el anexo del presente Decreto y en el plano de delimitación del BIC y su entorno.
Tercero. 
Inscribir el bien y el entorno declarados en el Catálogo General del Patrimonio Histórico Andaluz.
Contra el presente acto, que pone fin a la vía administrativa, se podrá interponer, desde el día siguiente al de su notificación, potestativamente, recurso de reposición ante el mismo órgano que lo dicta en el plazo de un mes, conforme al artículo 116 de la Ley 30/1992, de Régimen Jurídico de las Administraciones Públicas y del Procedimiento Administrativo Común, modificada por la Ley 4/1999, de 13 de enero, o directamente recurso contencioso-administrativo en el plazo de 2 meses ante la Sala de lo Contencioso Administrativo del Tribunal Superior de Justicia de Andalucía con sede en Sevilla, de acuerdo lo previsto en los artículos 10 y 46 de la Ley 29/1998, de 13 de julio, reguladora de la Jurisdicción Contencioso Administrativa.

### ANEXO I
Localización:
Provincia: Sevilla.
Municipio: Sevilla.
Dirección: Sol, número 103.
Delimitación del bien y del entorno
Del bien:
La Casa del Rey Moro, en Sevilla ocupa las parcelas catastrales número 18, 19, 37, 38, 02, 03, 04 y 05 de la manzana 59320. Queda del mismo modo afectado por la declaración, el espacio completo de la vía pública que se desarrolla paralela a la única fachada lateral de la vivienda, un pequeño adarve sin salida, desde su contacto con la calle Sol, en una línea recta que une los vértices de las parcelas números 20 y 18 de esta manzana hasta el muro divisorio entre este espacio público y la parcela número 19.
Quedan excluidas de la declaración las edificaciones actualmente existentes en las parcelas reseñadas como partes integrantes del bien, a excepción del mencionado inmueble objeto de declaración, ubicado en la parcela número 18. Su justificación radica en ser éste el espacio que poseía históricamente el inmueble, dedicado a huerto-jardín.
Los límites de las parcelas afectadas, coinciden íntegramente con los límites del propio bien como queda reflejado en el Plano de Delimitación del BIC y su Entorno.
Del entorno:
La delimitación del entorno comprende el espacio público de la calle Sol en los límites marcados en el plano que se anexa y los espacios públicos y privados correspondientes a las siguientes parcelas:
Manzana 59320
Calle Sol. Parcela 20. Número postal 95.
Calle Sol. Parcela 15. Número postal 109.
Calle Sol. Parcela 16. Número postal 107.
Calle Sol. Parcela 17. Número postal 105.
Manzana 60310
Calle Sol. Parcela 48. Número postal 98.
Calle Sol. Parcela 46. Número postal 96.
Calle Sol. Parcela 47. Número postal 94.

## Galería de imágenes

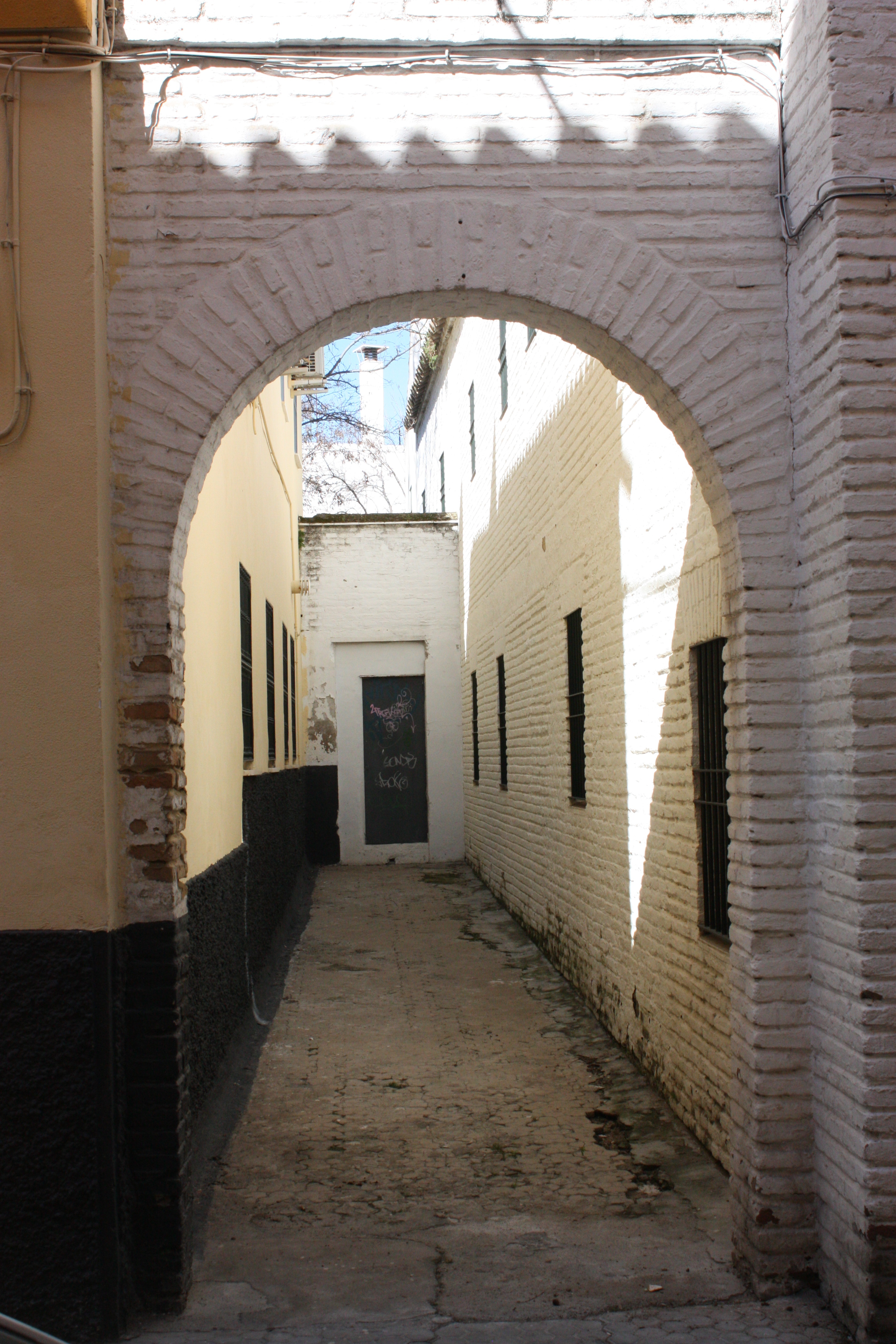
Arquillo y callejón adjunto.
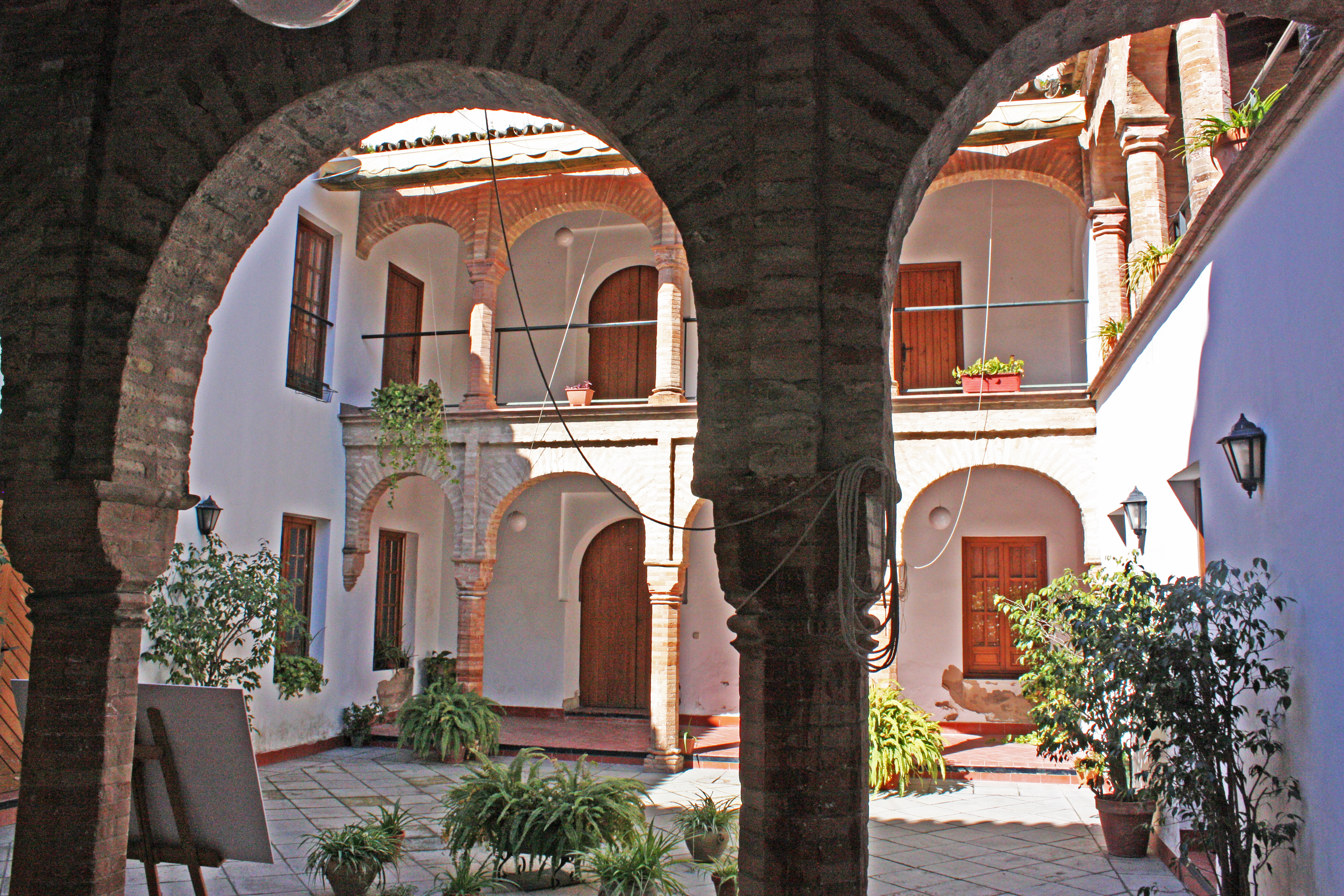
Patio.
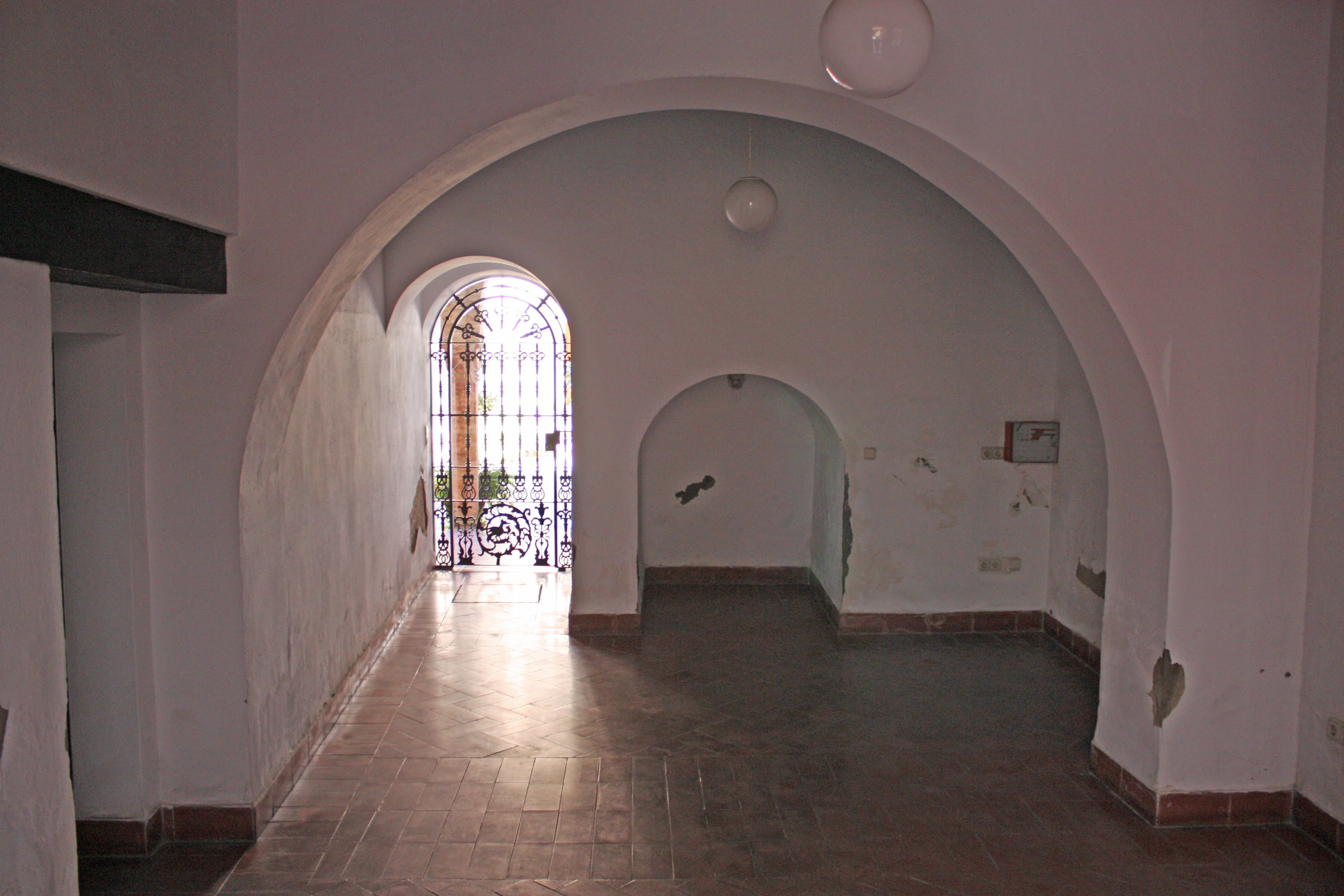
Zaguán.